# Allanwatsonia hodeva
Allanwatsonia hodeva är en fjärilsart som beskrevs av Druce 1897. Allanwatsonia hodeva ingår i släktet Allanwatsonia och familjen björnspinnare. Inga underarter finns listade i Catalogue of Life.